# 別爾薩列姆山
48°15′25″N 24°43′32″E / 48.25694°N 24.72556°E

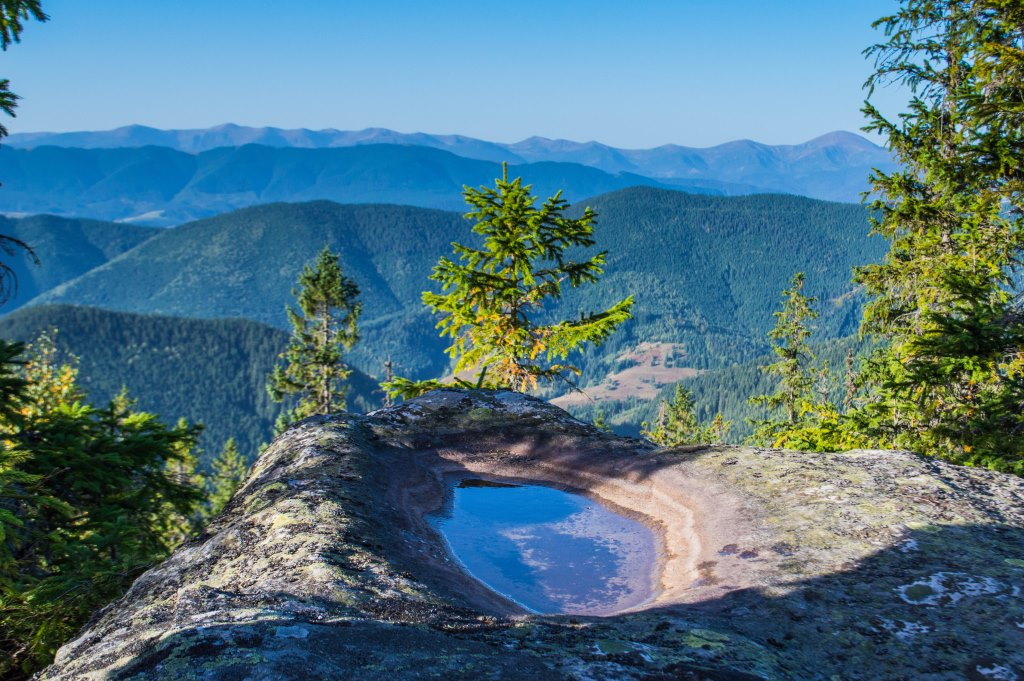

別爾薩列姆山是烏克蘭的山峰，位於該國西部伊萬諾-弗蘭科夫斯克州，處於韋爾霍維納區，屬於烏克蘭喀爾巴阡山脈的一部分，海拔高度1,407米。